# River Grizedale
Der River Grizedale ist ein Fluss im Forest of Bowland, Lancashire, England. Der River Grizedale entsteht zwischen dem Grit Fell und dem Ward’s Stone. Der Higher Within Syke, der Lower Within Syke, der Castle Syke und der Worm Syke sind Nebenflüsse des River Grizedale. Nördlich von Abbeystead mündet der River Grizedale in den Tarnbrook Wyre.